# St. Nikolai (Echte)

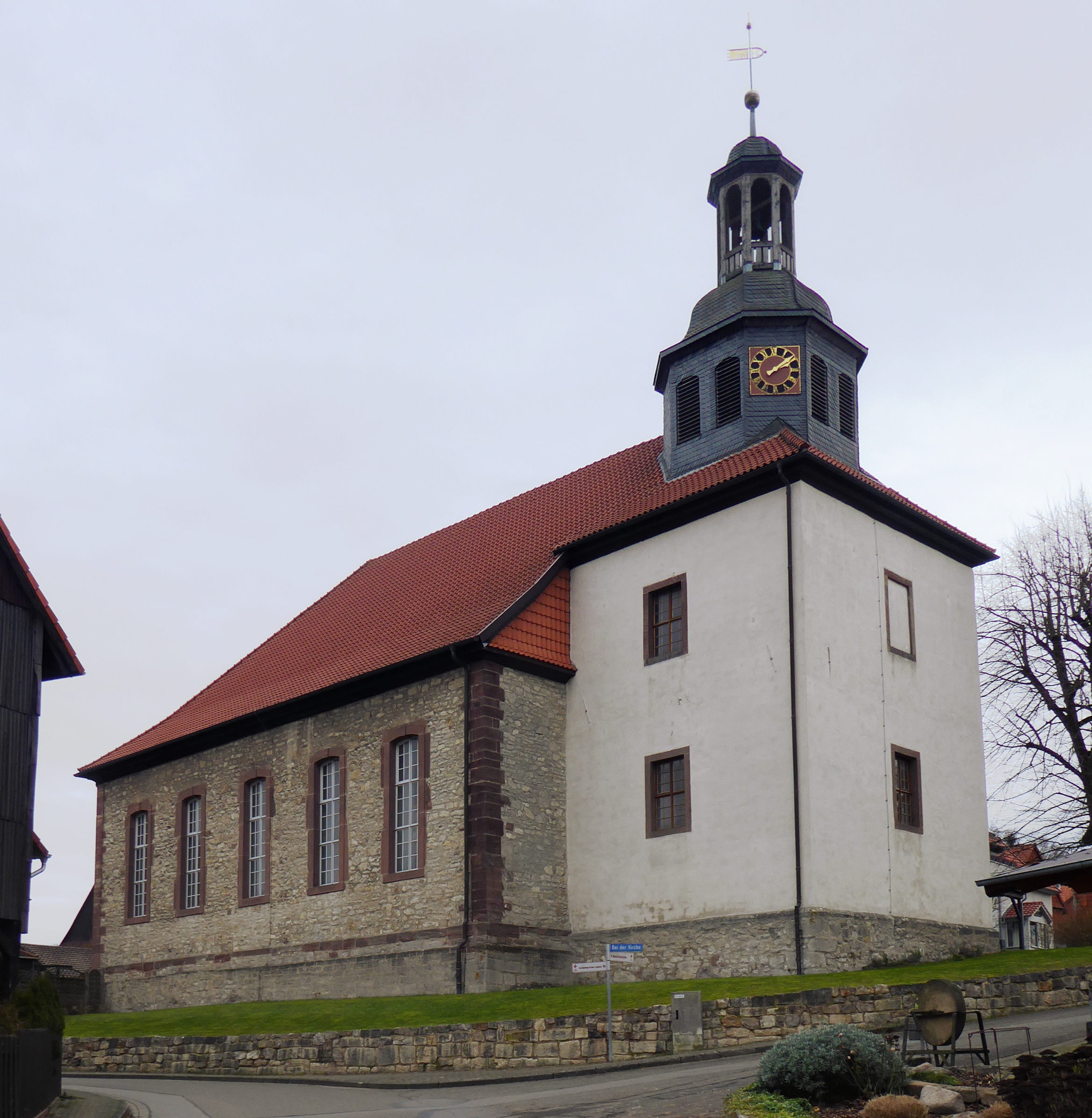
St. Nikolai

Die evangelisch-lutherische Kirche St. Nikolai steht im Ortsteil Echte von Kalefeld im Landkreis Northeim von Niedersachsen. Die Kirchengemeinden Echte und Eboldshausen erhalten mit Düderode-Oldenrode, Willershausen und Wiershausen ein gemeinsames Pfarramt. Es
gehört zum Kirchenkreis Harzer Land im Sprengel Hildesheim-Göttingen der Evangelisch-lutherischen Landeskirche Hannovers.

## Beschreibung
Vor 1553 gab es bereits eine Kirche. Ihr Kirchturm musste 1775 wegen Baufälligkeit erneuert werden. 1795 wurde die Kirche durch einen Brand vernichtet. Die neue Kirche wurde am 16. Dezember 1798 eingeweiht. Die rechteckige Saalkirche wurde aus Bruchsteinen und mit Ecksteinen aus Buntsandstein ausgeführt. Auch die Gewände der Fenster sind ebenfalls aus Buntsandstein. Die unteren Geschosse des heute verputzten, quadratischen Kirchturms im Westen sind im Kern noch mittelalterlich. Auf dem Turm sitzt ein achteckiger, schiefergedeckter Aufsatz, in dem sich seit 1861 der Glockenstuhl und die Turmuhr befinden. 
Die 1796 gegossene große Kirchenglocke musste 1918 abgegeben werden. Sie wurde 1924 ersetzt. 1942 musste diese Glocke abgegeben werden. 1956 erhielt die Kirche zwei neue Glocken. Bedeckt ist der Turm mit einer glockenförmigen Haube, die mit einer offenen Laterne abschließt.